# Entrevistes breus amb homes repulsius
Brief Interviews with Hideous Men és una pel·lícula estatunidenca dirigida per John Krasinski, estrenada el 2009. S'ha subtitulat al català.

## Argument
Després que el seu promès la deixa de cop i volta sense una explicació adequada, Sara Quinn, candidata al doctorat en Antropologia en una prestigiosa universitat de la costa est, busca respostes sobre el que va sortir malament. Dirigeix totes les energies en les seves investigacions antropològiques, la realització d'una sèrie d'entrevistes amb diversos homes en un intent per descobrir els pensaments que impulsen el seu comportament. Creu que pot alleujar el seu patiment, però al mateix temps per obtenir resultats acadèmics com aquest projecte de recerca. Aquesta sèrie d'entrevistes amb subjectes variats pertanyents a l'univers masculí, fan viure a Sara una experiència increïble, però alhora inquietant, descobrint molt dels homes i de si mateixa.

## Repartiment
- Julianne Nicholson: Sara Quinn
- Ben Shenkman
- Timothy Hutton
- Chris Messina
- Will Arnett
- John Krasinski
- Will Forte
- Joey Slotnick
- Dominic Cooper
- Bobby Cannavale
- Christopher Meloni
- Frankie Faison
- Lucy Gordon
- Glenn Fitzgerald
- Rashida Jones

## Nominacions
- Festival de Cinema de Sundance 2009 Gran Premi del Jurat per John Krasinski

## Al voltant de la pel·lícula
- Primera realització de John Krasinski, conegut gràcies al paper de Jim Halpert en The Office.